# Leonor de Zúñiga
Leonor de Zúñiga (ca. 1505 - ca. 1570) fue una aristócrata castellana. 
Hija mayor y heredera de Alonso de Zúñiga, fue señora de Bobadilla y cuñada del duque de Nájera. En torno a 1525 casó con el consejero de Órdenes y Castilla Fortún García de Ercilla. Fue guarda de damas de la emperatriz Isabel de Portugal desde 1528 hasta la disolución de su casa en 1539. Pasó después con el mismo oficio al servicio de las infantas María y Juana y, desde 1548, a la casa de María. En ella sirvió también su hija María Magdalena de Zúñiga como dama. Doña Leonor fue asimismo madre de  
Alonso de Ercilla, el conocido poeta épico, que entró también en el servicio cortesano como paje del príncipe Felipe y en el cortejo de María de Austria al Imperio en 1551. Otro hijo, Juan de Zúñiga y Ercilla, fue hecho capellán de Carlos V en 1535. Doña Leonor pidió para él al Emperador una merced en 1550, contando con la recomendación de la regente María de Austria. 
Viuda desde 1534 de Fortún García de Ercilla, en 1543 obtuvo una renta vitalicia de 67.000 maravedíes anuales para que continuara con su servicio. En 1551 pasó al Imperio en el séquito de María de Austria, quien la recomendó para que pudiera vender la renta de 67.000 maravedíes que tenía concedida. Tuvo un papel destacado en el grupo de la emperatriz María en la Corte imperial, patente con el ascenso de su hijo Juan de Zúñiga a limosnero mayor de Ana de Austria, hija de Maximiliano II y María y cuarta esposa de Felipe II.